# Ammobius
Ammobius — род жесткокрылых из семейства чернотелок.

## Описание
Большой зубец передних голеней сидит на вершине наружного края. Усики длиннее головы.

## Систематика
В составе рода:
- Ammobius cyprius Grimm, 1991
- Ammobius rufus Lucas, 1849